# 枇杷島町
枇杷島町（びわじまちょう）は、かつて愛知県西春日井郡にあった町である。
現在の名古屋市西区の北部であり、庄内川南岸である。庄内川対岸に位置する西春日井郡西枇杷島町（現・清須市）と区別するため、「東枇杷島」と呼称していたという（現在も名鉄名古屋本線の東枇杷島駅として名を残す）。
美濃路（美濃街道）が通り、古くから交通の要所であった。
地名の由来は諸説あり、有力とされるのは藤原師長が井戸田において関係をもった女性に対して帰京の際に渡した白菊の琵琶の故事に由来する説であるが、庄内川の中洲であった「中島」の形状が枇杷に似ていることからともいう。また、『尾張名所図会』は当地に枇杷が多かったことによるという説を採っている。

## 沿革
- 江戸時代末期、この地域は尾張国春日井郡であり、尾張藩領であった。
- 1878年（明治11年）12月28日 - 枇杷島村が、枇杷島町および枇杷島村に分裂する[2]。
- 1880年（明治13年）2月5日 - 春日井郡が東春日井郡と西春日井郡に分割される。この地域は西春日井郡となる。
- 1889年（明治22年）10月1日 - 枇杷島町と枇杷島村が合併し、枇杷島町となる[2]。また、同時に旧枇杷島町が大字枇杷島町、旧枇杷島村が大字枇杷島村となる[2]。
- 1921年（大正10年）8月22日 - 名古屋市西区に編入され、大字枇杷島町が西区東枇杷島町、大字枇杷島村が西区枇杷島町となる[2]。

## 字一覧

### 枇杷島村[3]
| - 長鞘（なかさや） - 東出（ひがしで） - 石杉（いしすぎ） - 町田（ちやうた） - 障泥掛（あをりかけ） - 江ノ間（えのあい） - 江跨（えまたき） - 柳坪（やなぎつぼ） - 上ノ町（かみのちよう） - 下ノ町（しものちよう） - 南堰（みなみせき） | - 北堰（きたせき） - 道下（みちしも） - 四ツ辻（よつじ） - 氏苗（うしなえ） - 北出（きたて） - 桺場（やなぎば） - 亥新田（いしんでん） - 荒井（あらい） - 西定布（にしじやうふ） - 東定布（ひがしじやうふ） - 茶島（ちやしま） | - 西脇（にしわき） - 松中（まつなか） - 中井（なかい） - 寅新田（とらしんでん） - 子新田（ねしんでん） - 宮野（みやの） - 池洲（いけす） - 井戸田（いどた） - 一本橋（いつほんばし） - 道上（みちかみ） |

### 枇杷島町[4]
| - 一町目（いちちようめ） - 二町目（にちようめ） - 三町目（さんちようめ） - 四町目（しちようめ） - 五町目（ごちようめ） - 六町目（ろくちようめ） | - 橋詰（はしつめ） - 井桁（いけた） - 下裏（しもうら） - 北裏（きたうら） - 八幡ノ切（はちまんのきり） - 南裏（みなみうら） |

## 学校
- 枇杷島尋常小学校（現・名古屋市立枇杷島小学校）

## 交通機関
- 名古屋鉄道一宮線[注 2]
  - 東枇杷島駅[注 3]